# 俄羅斯入侵期間的烏克蘭文化遺產

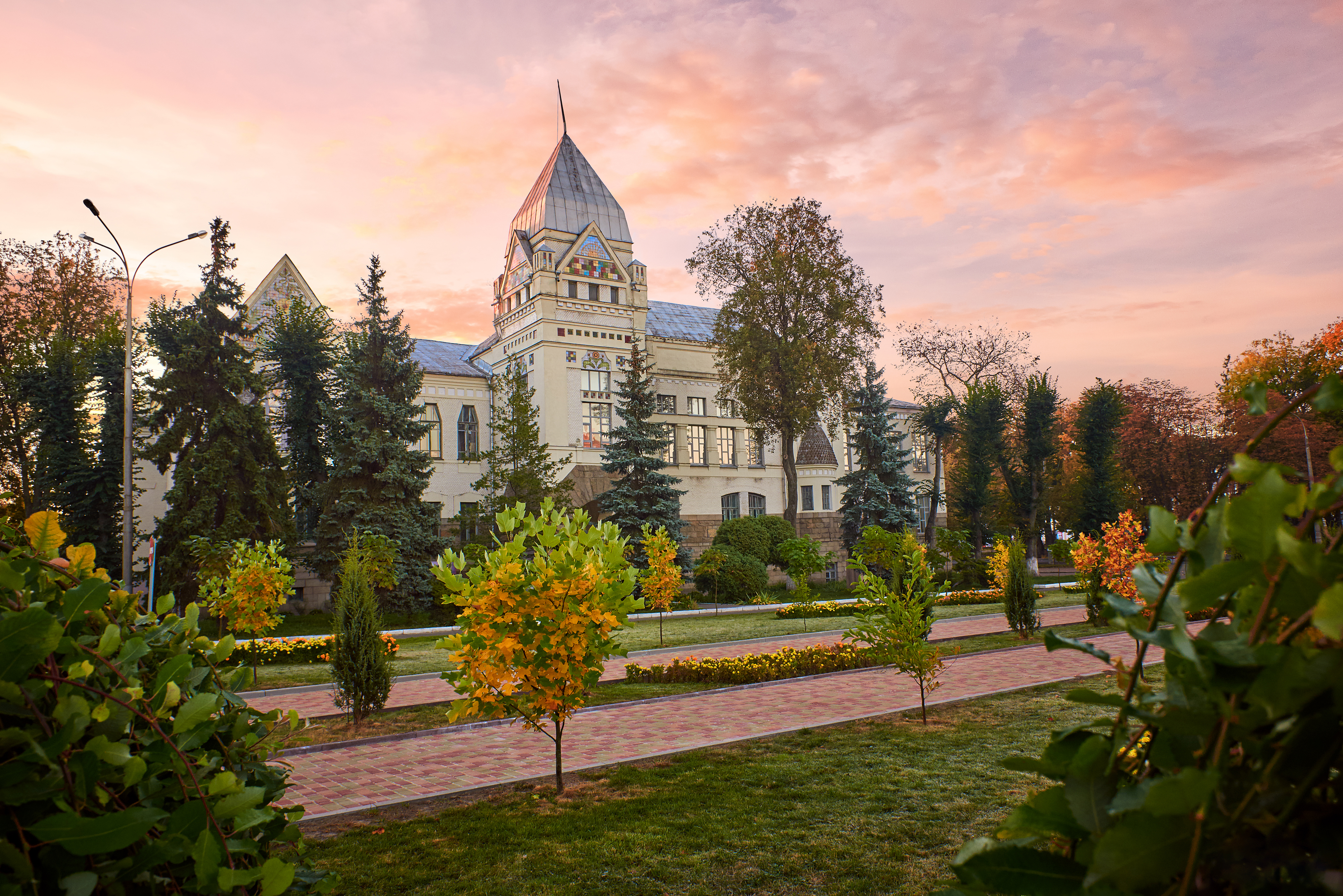
切爾尼戈夫圍城戰前的切爾尼戈夫州立魯索夫通用科學圖書館

2022年2月24日，俄羅斯軍隊在總統普京的命令下开始全面入侵乌克兰，此事件為2014年开始的俄乌战争的重大升级，也是自第二次世界大战以来欧洲遭受的最大规模军事袭击。而在俄羅斯的入侵期间，乌克兰的许多文化遗产遭到不同程度的損毀甚至被完全摧毀，又或在國家被一步步摧殘的背景下而处于危险之中。俄羅斯对500多处乌克兰文化遗产的蓄意破坏及搶掠已被外界视为其在烏克蘭犯下的战争罪行之一環。2022年，時任烏克蘭文化部长亞歷山大·特卡琴科将此一系列事件描述为文化灭绝。

## 法律保護
文化财产受到国际人道主义法的特殊保护。《日内瓦公约》第一议定书和《关于武装冲突情况下保护文化财产的海牙公约》（均对乌克兰和俄罗斯具有约束力）禁止缔约国利用文化財產以支持其军事行动或實施敌对及报复行为的对象。《海牙公约第二议定书》只允许在“迫切的军事必要性”且没有其他可行选择的情况下对文化财产进行攻击。而针对文化遗产的袭击构成的战争罪可在国际刑事法院受到起诉。

## 著名文化遺產

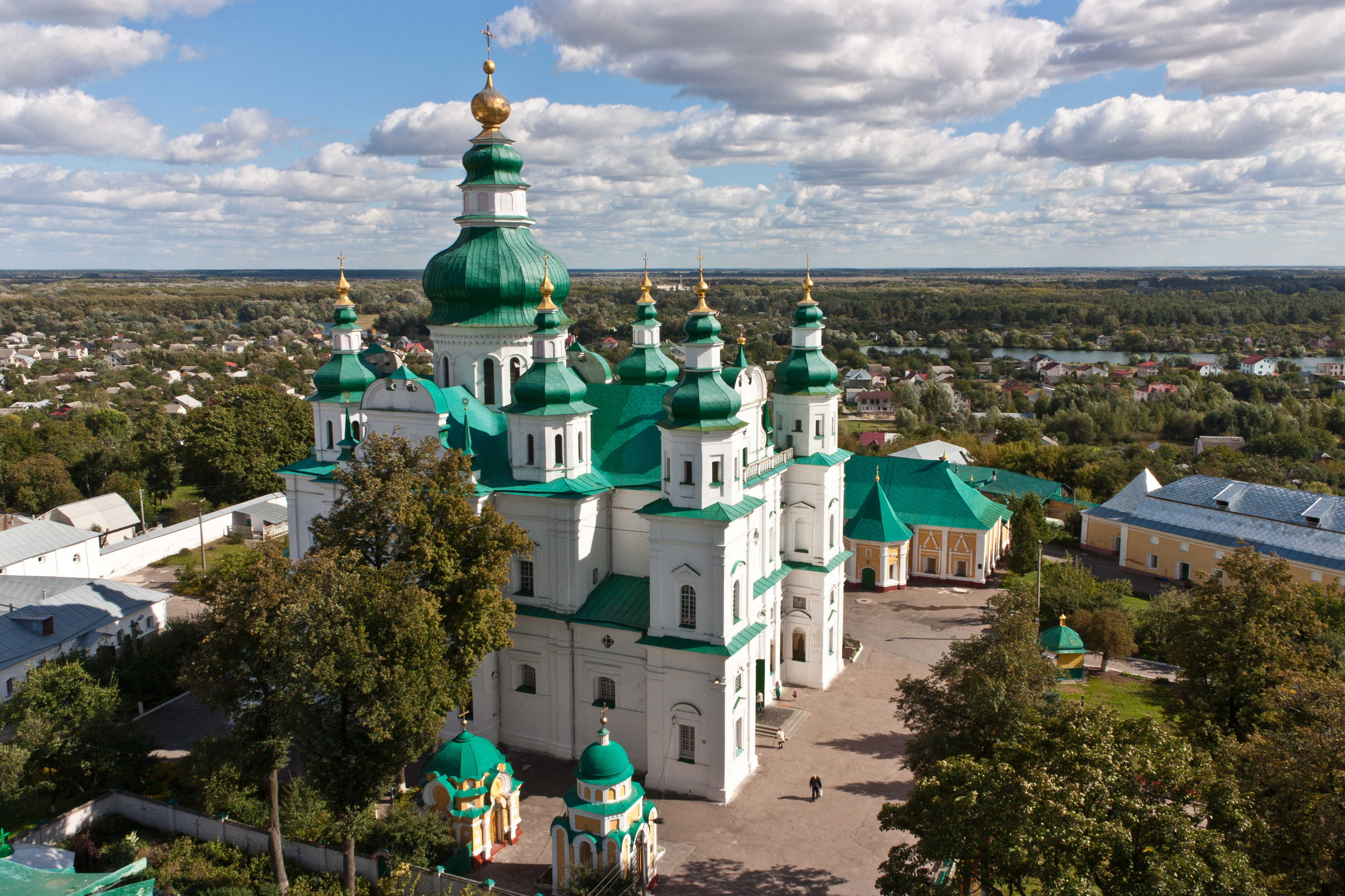
切尔尼戈夫的圣三一修道院，修道院在俄罗斯围攻切尔尼戈夫期间遭到破坏

乌克兰拥有七处联合国教科文组织世界遗产，其中包括首都基輔的圣索菲亚大教堂、洞窟修道院以及西部城市利維夫的整个舊城区等多處著名地標。2022年4月下旬，美國政治雜志《Politico》报道称，乌克兰已将被他們擊沉的俄罗斯黑海艦隊巡洋旗艦“莫斯科號”沉船注册为“水下文化遗产”。

## 保護工作

### 烏克蘭國內
位於基辅的烏克蘭國立歷史博物館馆长費迪爾·安德羅休克与两位同事共同守护博物馆，使博物館免受袭击和潜在的搶掠。安德罗休克还表示，位于文尼察、日托米爾、苏梅和切尔尼戈夫的另外四家博物馆也已成功轉移、储存和保护了它们的主要展品，其中文尼察博物馆被用作流离失所者的臨時庇護所。位于伊万诺-弗兰科夫斯克的当代艺术中心的艺术家团体建造了多个掩体，并与基辅、马里乌波尔、敖德萨、扎波罗热等城市的画廊合作从画廊中撤离并保護艺术品。

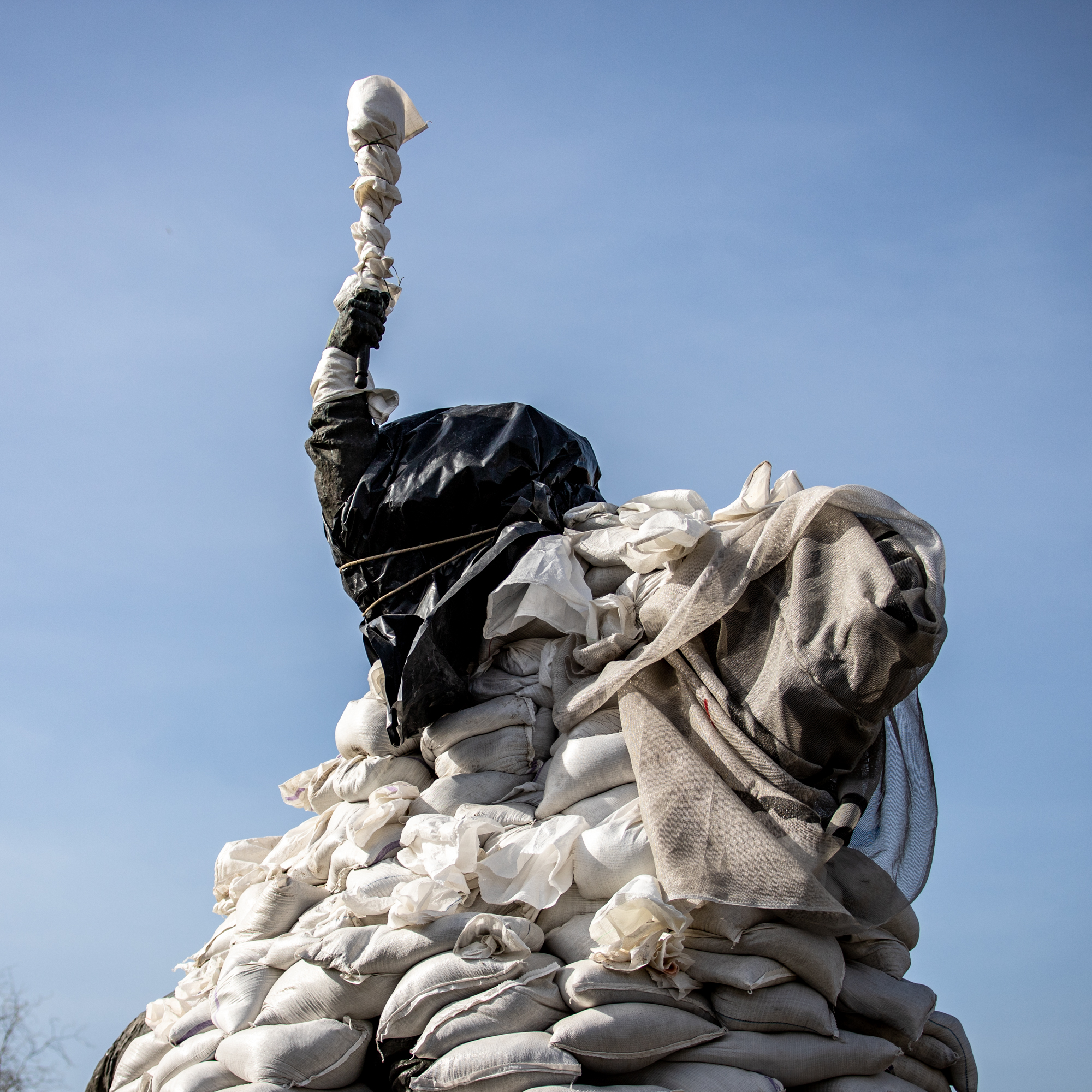
位於基辅的薩海達奇尼內蓋特曼纪念碑被沙包層層裹袱

國内的许多纪念碑都使用了沙袋或各种材料包裹。截至2022年4月中旬，基辅已有大约28处的紀念碑以这些方式得到保护。而在利維夫，居民使用塑料、泡沫和其他材料包裹住一些无法被拆除的石像和喷泉以築成保護。
2022年3月，乌克兰启动了“在綫拯救烏克蘭文化遺產”（Saving Ukrainian Cultural Heritage Online，SUCHO）项目，旨在备份和保存乌克兰文化机构可能濒临灭绝的数据和技术。3月28日，數字化轉型部启动了一座NFT博物馆，以帮助保护乌克兰的国家地位和历史。该网站名为乌克兰元历史NFT博物馆，将包含一条“战线”或事件时间表以及相应的NFT，其中包括关于战争重要时刻的推文和乌克兰艺术家的插图。截至4月1日，博物館通过出售NFT已筹集到约60万美元，这些资金计划用于帮助重建被摧毁或损坏的博物馆、剧院和其他文化机构。
烏克蘭也從俄羅斯入侵的破壞中保護了不少俄罗斯文化遺產。

### 國際上
在俄羅斯發動全面入侵后不久，联合国教科文组织就宣布他们正努力在烏克蘭所有的重要历史古迹上标记1954年《海牙公约》的標識。该组织还将与该国的博物馆馆长合作协调保护工作，保护藏品，并通过卫星影像监测文化遗址的任何损坏。而国际博物馆理事会的官员也同時开始记录执法部门可能发现的非法跨境运输之文物及残片。
在波蘭，當地的文化机构通过入侵后不久成立的乌克兰博物馆援助委员会提供援助。该委员会向乌克兰所有博物馆和文化机构提供援助以支持和保护其藏品以及藏品的文献记录、數字化和清单编制。2022年5月，捷克文化部委托布拉格国家博物馆运送氣泡布和聚乙烯泡沫等包装材料、灭火器和定向纖維板来遮挡窗户。烏克蘭藝術援助中心（总部位于德国，由德國政府等机构支持）和ALIPH （总部位于瑞士）等国际组织自2022年春季以来也积极提供紧急援助。

#### 展覽
2022年4月，位於美國洛杉矶東好萊塢的乌克兰文化中心举办了一场艺术筹款活动，在艺术展览、无声拍卖和音乐会中重点展示了洛杉矶乌克兰艺术家的作品，其中包括已故烏克蘭作曲家米罗斯拉夫·斯科里克的作品。主办方表示所有收益将捐献给乌克兰的人道主义援助，并希望文化遗产和语言能够传承给下一代。在乌克兰境外，烏克蘭難民和僑民們也在各节日期间践行传统，穿上传统服饰，以表示对反侵略戰爭的支持。
在2022年6月的米蘭家具展上，乌克兰设计师維多利亞·亞庫沙和卡捷琳娜·索科洛娃通过他们的作品突出了乌克兰的文化傳統及象征意义。索科洛娃表示，她创作这些作品是为了避免“乌克兰设计从世界地图上消失”，而亞庫沙则表示她的使命是“向世界展示乌克兰文化的创造力和美感，从而彰显其特色”。
2022年5月，Virtue Media Group VICE、Blue Shield Danmark以及丹麦联合国教科文组织国家委员会宣佈他們的“备份乌克兰”项目，當中志願者會使用应用程序扫描乌克兰境内的物体，然后将其转换为3D模型并上传到雲端數據庫进行备份。

## 對文化遺產的破壞及搶掠

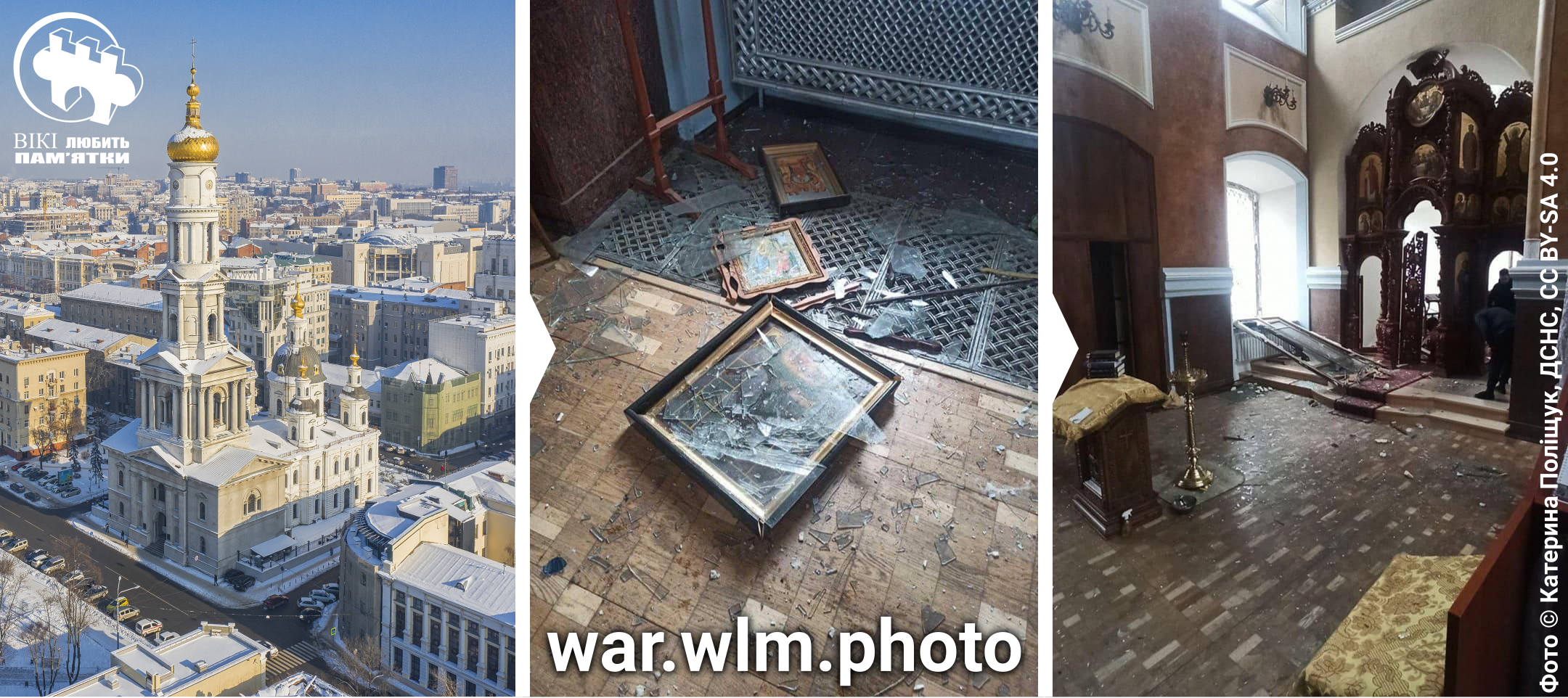
在哈尔科夫的聖母安息教堂，可見入侵之前的狀態及之後大教堂内部的损坏情况

截至2024年10月16日，联合国教科文组织已核实457处文物遭到损坏，其中包括143处宗教场所、231处具有历史或艺术价值的建筑、32处博物馆、33处纪念碑或雕像、17处图书馆、1处档案馆。此列表仅包含从多个可靠来源获悉的案例，且不包含對表面淺層的损坏，例如门窗破损之類。
截至2023年1月，烏克蘭文化部报告了1189起文化物品遭损坏或摧毀的事件，其中包括563所“创意中心”、453所图书馆、63所博物馆和美术馆、18座剧院和爱乐音乐厅以及92所艺术教育机构。其中21處設施被视为具有国家意义。另外约有100件物品几乎或完全被摧毁。弗吉尼亞自然歷史博物館文化遗产监测实验室发现截至2022年6月10日，有458个文化遗址遭到破坏。《纽约时报》视觉调查团队编制了一份清單，當中列出了截至2022年12月部分或全部遭到摧毁的约339座建筑物、纪念碑和其他文化机构，該清單項目主要关注顿巴斯地区。

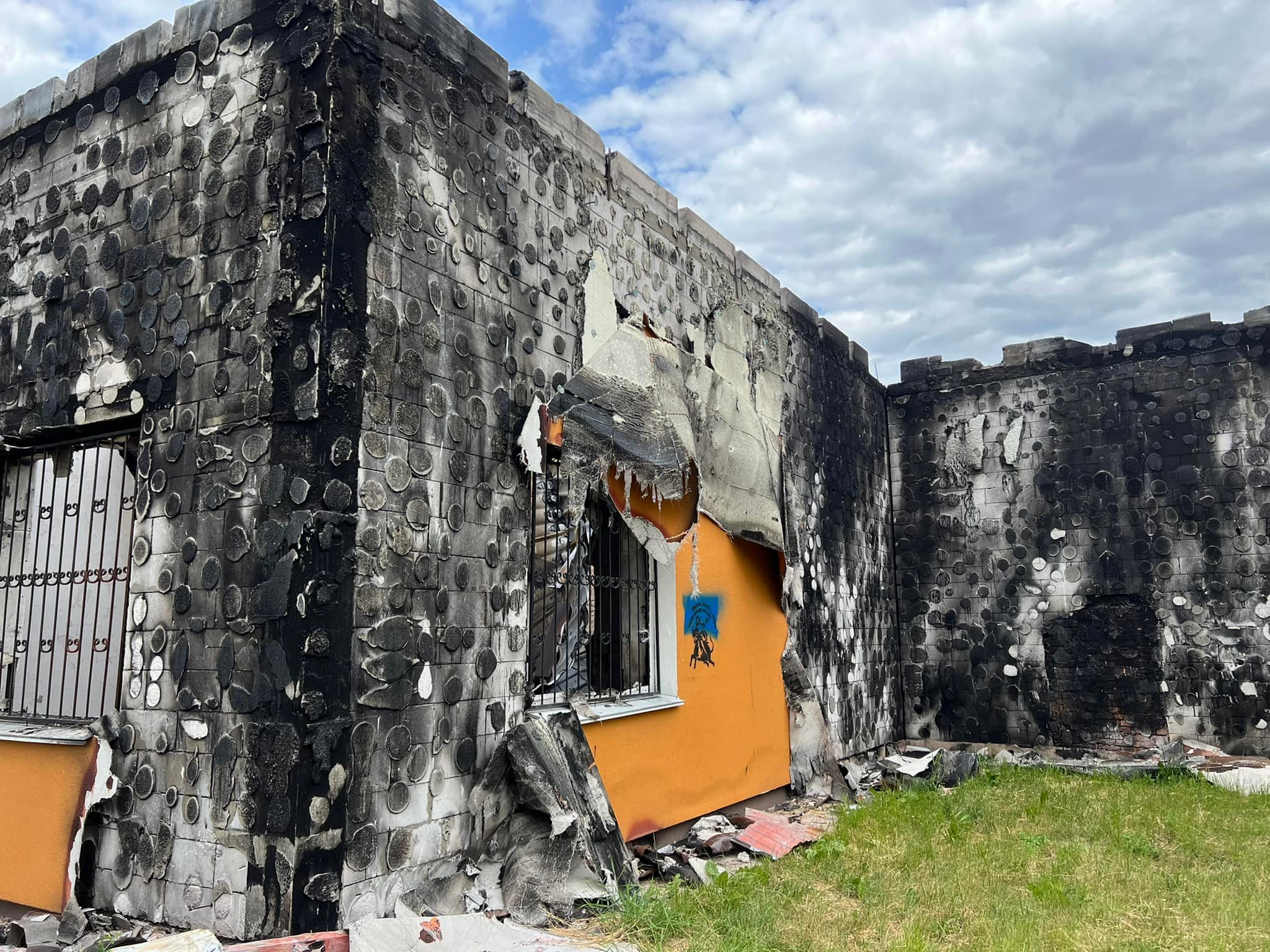
大火後的伊万基夫博物馆

2022年2月25日，位於首都基輔以北约80公里的伊万基夫历史及方志博物馆在俄罗斯的轰炸后發生大火。馆中收藏了許多民间艺术品，當中就包括了玛丽亚·普里马琴科的画作、漢娜·韋雷斯和她女兒瓦倫蒂娜的纺织作品。当地人从燃烧的建筑物中抢救出了一些画作和其他物品。然而沒被及時搶救而被破壞的藝術品数量不得而知。而在基輔一帶，正在建设中的娘子谷大屠殺紀念中心于2022年3月1日遭到破坏。中心的一座博物馆建筑遭受结构性损坏，相邻的墓地也遭到破坏。遗址的其他部分，包括犹太教堂和犹太烛台雕塑，則幸免均未受损。3月15日，基辅小歌剧院大楼遭到损坏。

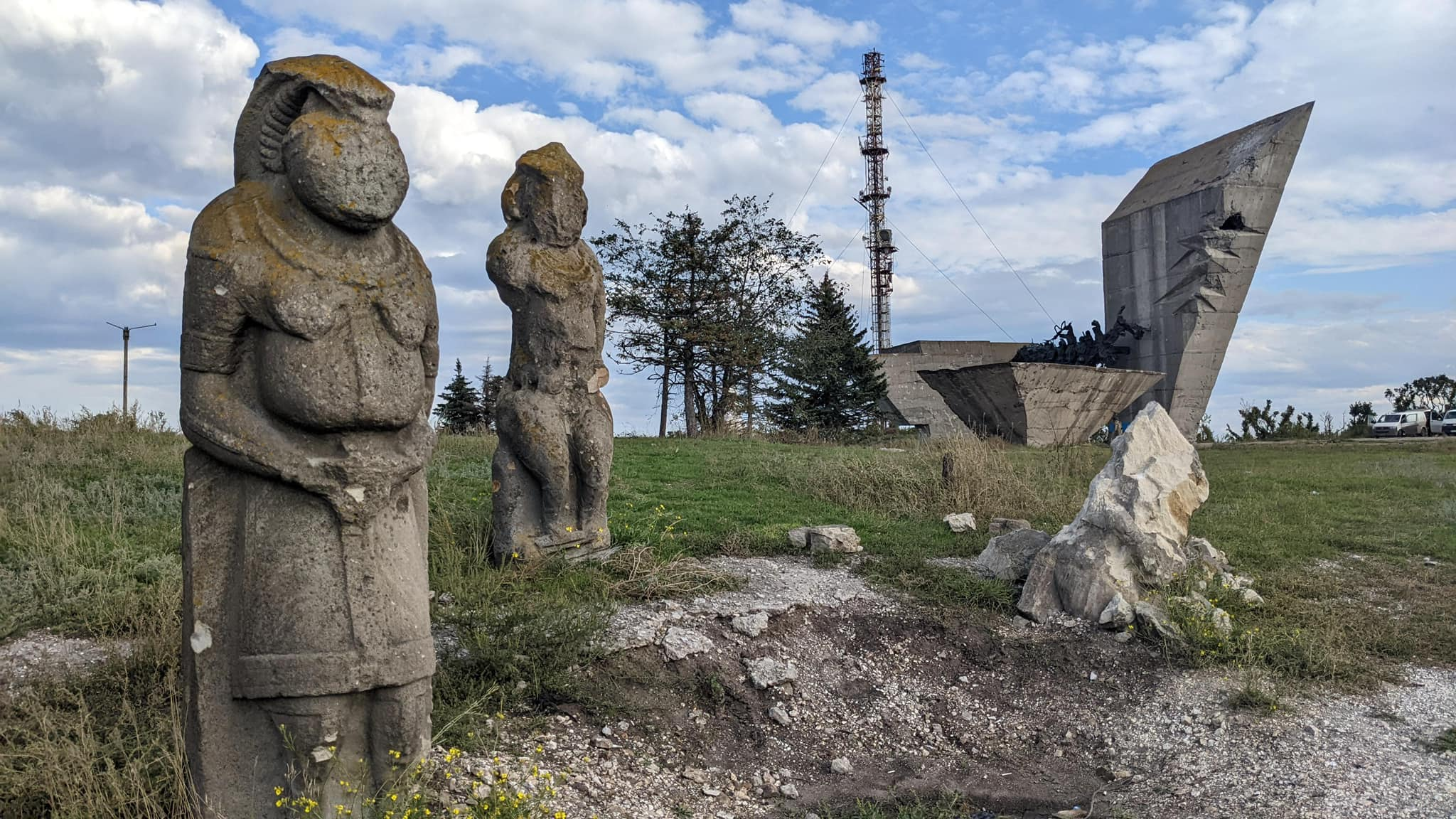
伊久姆的9至13世紀庫曼石雕，在右邊的石雕被完全摧毀，而附近的二戰軍人紀念碑（背景）則局部受損

而在東部，第二大城哈爾科夫的圣母安息主教座堂在哈爾科夫戰役中遭到破坏。一枚巡航导弹對大教堂的艺术品和彩色玻璃造成損毀，同时哈尔科夫市中心也遭到破坏。哈尔科夫的文字大樓也在俄罗斯的军事行动中遭到破坏，哈尔科夫郊区德罗比茨基亚尔的一座纪念大屠杀遇难者的纪念碑也遭到破坏。3月7日，哈爾科夫藝術博物館的外部受損，虽然内部地展览没有受损，但仍然面临地面攻勢即空袭的風險。在此之外，城内许多现代建筑遭到破坏，當中包括哈爾科夫國立大學经济学院大楼、州行政大楼、市議會大樓及歌剧和芭蕾舞剧院。哈爾科夫同州内還有一個遭到嚴重破壞的城市——位於頓涅茨河畔伊久姆，這座被俄軍占領近半年的城市裏面的歷史建築、教堂、紀念碑以及9至13世紀的庫曼石雕都在俄羅斯對城市爭奪戰中遭到損壞或摧毀。

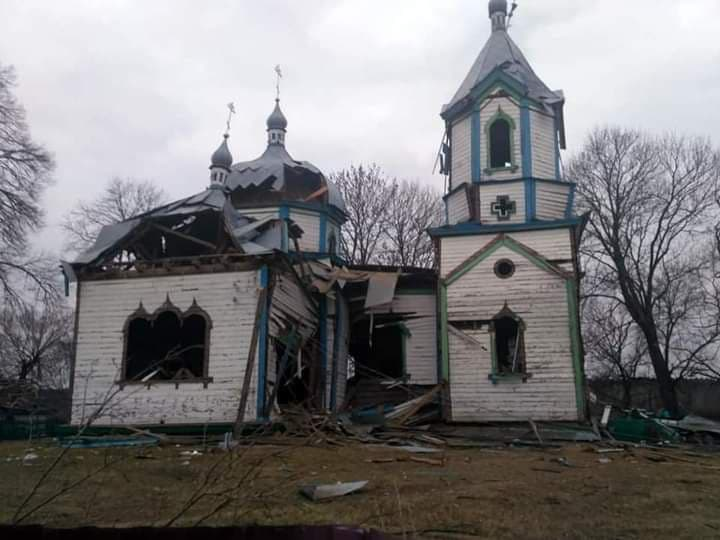
被毀的弗亞濟夫卡聖母聖誕教堂

2022年3月，俄羅斯的砲擊摧毀了三座建於19世紀的木製教堂，它們是位於扎沃里奇的聖喬治教堂、位於弗亞濟夫卡的聖母聖誕教堂和位於盧基揚尼夫卡的耶穌升天教堂。這些被炮擊的教堂均屬莫斯科宗主教聖統烏克蘭正教會。2022年3月12日至6月初，斯維亞托希爾斯克的洞穴修道院多次遭到空襲和砲擊，之後該地區被俄羅斯佔領。修道院的幾座教堂被徹底摧毀，其他建築也遭到不同程度的破壞。在第一輪襲擊中，修道院内尋求庇護的約520名難民中有數人受傷。

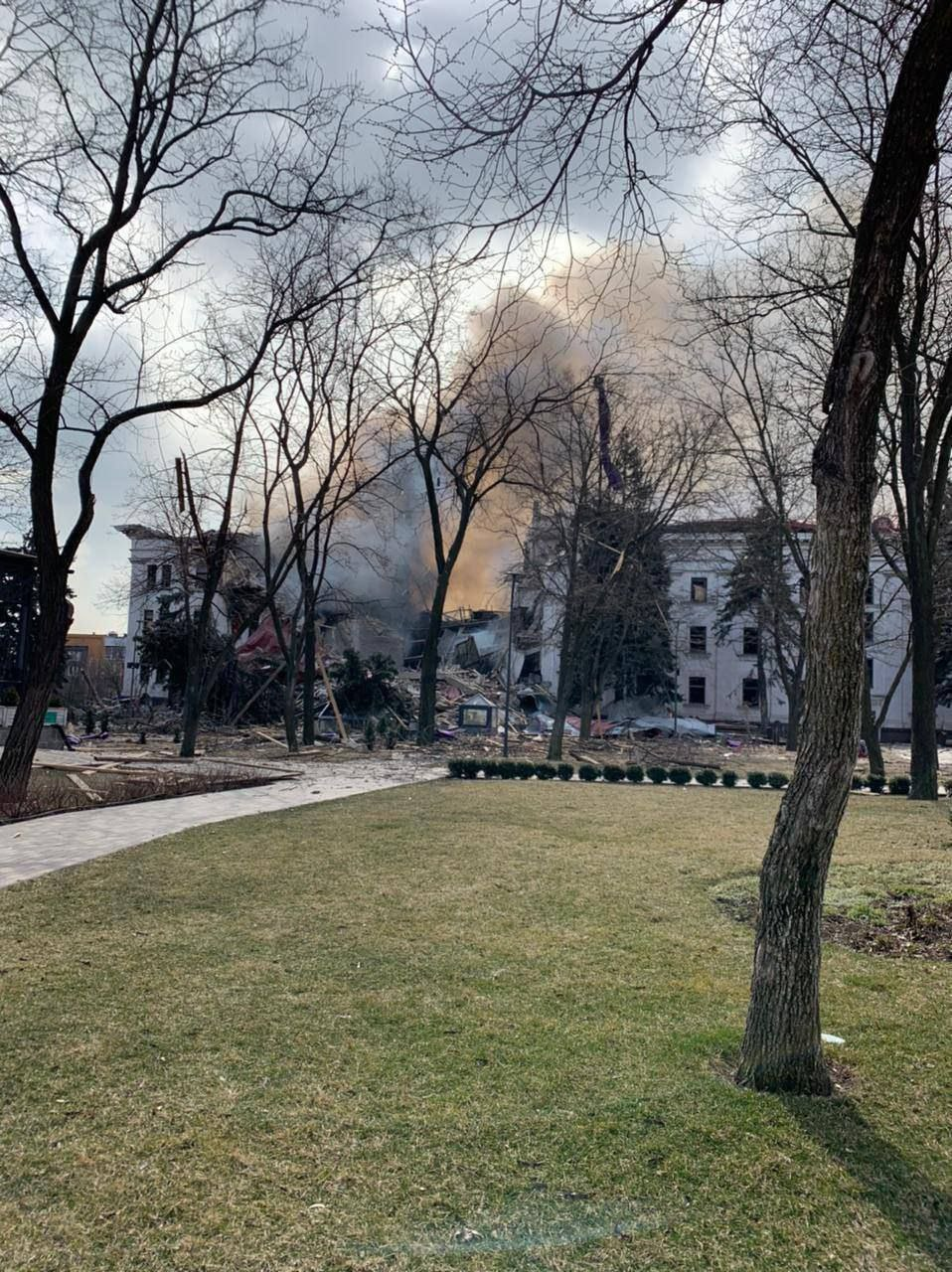
頓內茨克州立學術戲劇院在2022年3月16年幾乎被夷爲平地，當時至少有1,300人在内避難，《美聯社》估計當中約600人喪生

位於東南部城市馬里烏波爾建於1960年的頓內茨克州立學術戲劇院在2022年3月16日被俄軍空襲，導致建築物受到重創。2022年3月23日，有消息指市内收藏藝術家阿爾希普·庫因芝及其他烏克蘭藝術家作品的庫因芝藝術博物館受損，館内一些作品事先已被移走。2022年3月底，有消息指出烏克蘭最大的私人電腦博物館之一的Club 8-bit在馬里烏波爾圍城戰中被摧毀，該博物館内收藏了500多件可追溯到20世紀50年代的電腦歷史展品。而在9月，俄羅斯再向位於南部港口城市尼古拉耶夫的尼古拉耶夫學術藝術戲劇院的庭院發射了一枚火箭彈，造成嚴重破壞。
北部城市切尔尼戈夫自2月24日俄羅斯入侵起就被圍困了近兩個月，屬於烏克蘭古物博物館的瓦西里·塔爾諾夫斯基故居在3月11幾乎被摧毀。哥德復興式風格的切爾尼戈夫州立青少年圖書館遭到一定程度的破壞。3月6日，切爾尼戈夫州藝術博物館及切爾尼戈夫文學博物館及保護區遭到炮擊，兩者受到不同程度的破壞。據報道，曉爾斯電影院（即現切爾尼戈夫州州立青少年中心）、烏克蘭酒店以及一個軍事博物館分館也遭到破壞。但幸運的是，這些博物館的藏品先前被封存在保險庫内。切爾尼戈夫州立魯索夫通用科學圖書館也在3月30日遭到炮轟，同樣造成一定程度的破壞。

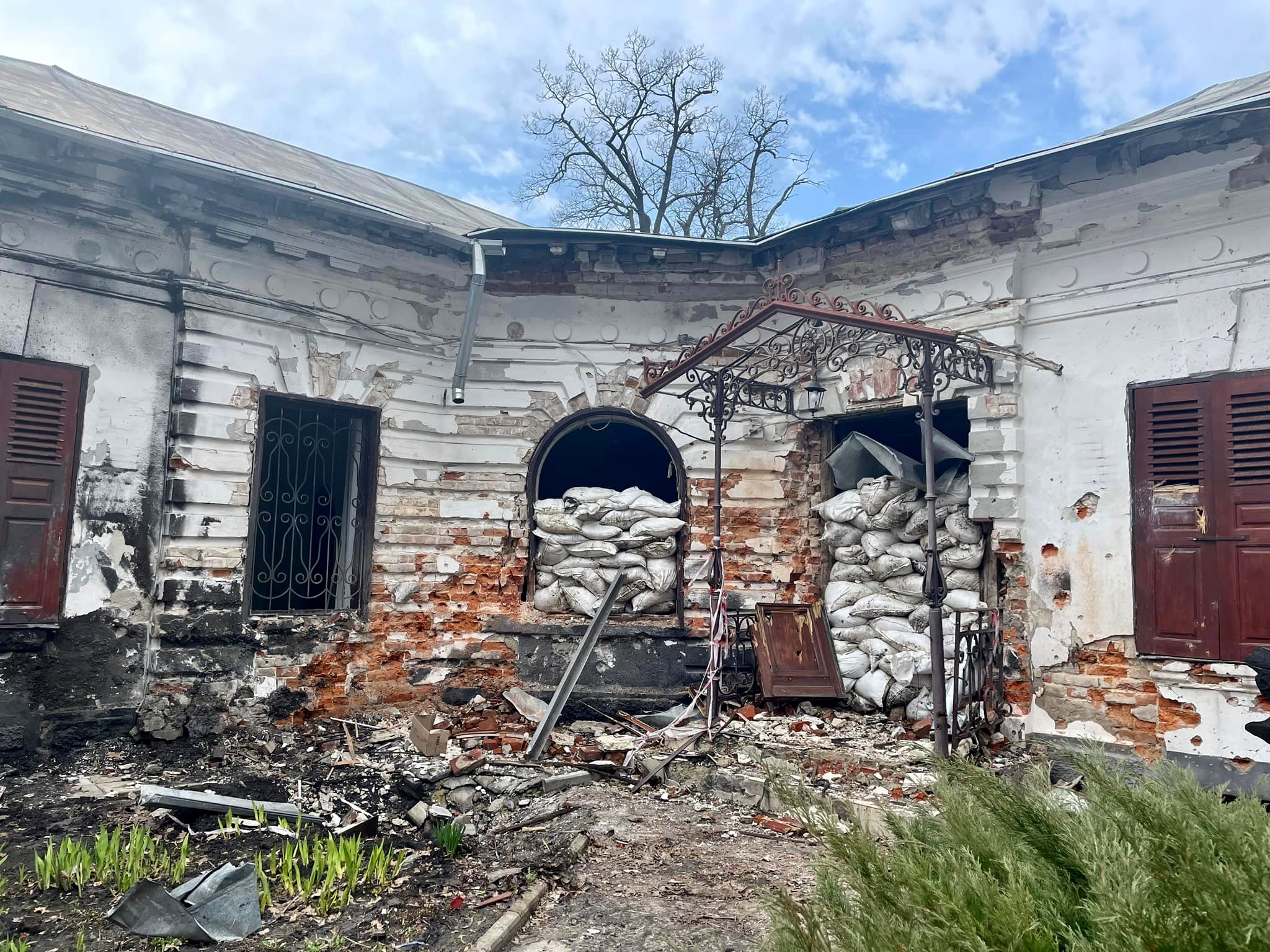
被炮擊及占領后的科尼格莊園

而位於隔壁蘇梅州，特羅斯佳涅茨市長於2022年4月宣布科尼格莊園在2022年2月被俄羅斯軍隊的炮擊及占領中遭到破壞。科尼格莊園是一座建於18世紀的新古典主義宮殿建築群，其中包括當地歷史博物館、巧克力博物館、藝廊、俄羅斯作曲家柴可夫斯基畫廊和花園。
On 4 May, Ukrainian cultural inspectors announced that Russian troops had destroyed kurgans, ancient burial sites over 2,000 years old. The mounds, up to 15 metres high, were reportedly used as elevated artillery fire positions.

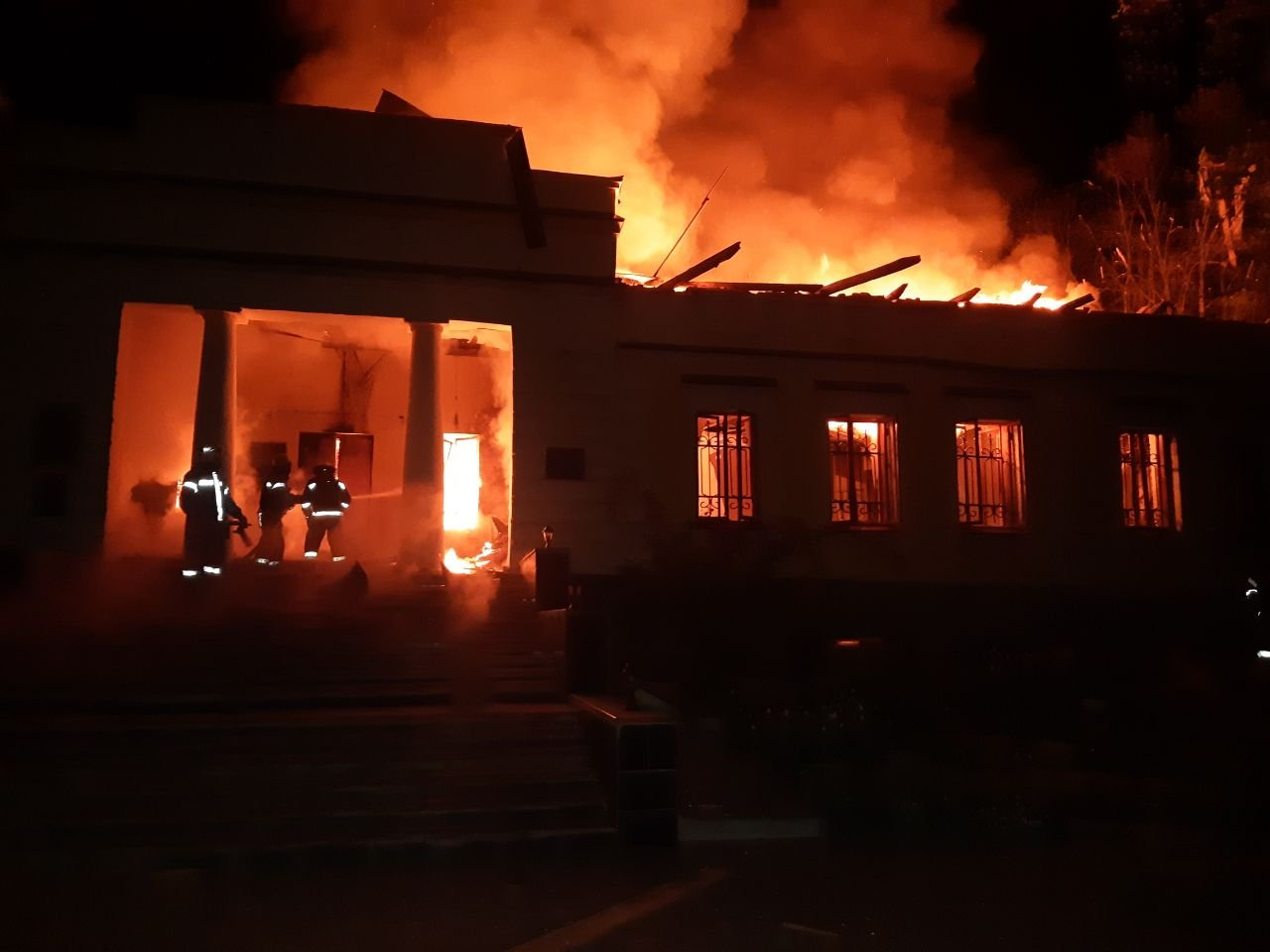
Hryhoriy Skovoroda Memorial Museum after shelling on 6 May

On 6 May, the Memorial museum of 格里戈里·斯科沃羅達 in 斯科沃羅迪尼夫卡, 哈爾科夫州, was targeted with a Russian missile and burned down. The most valuable items were evacuated beforehand.

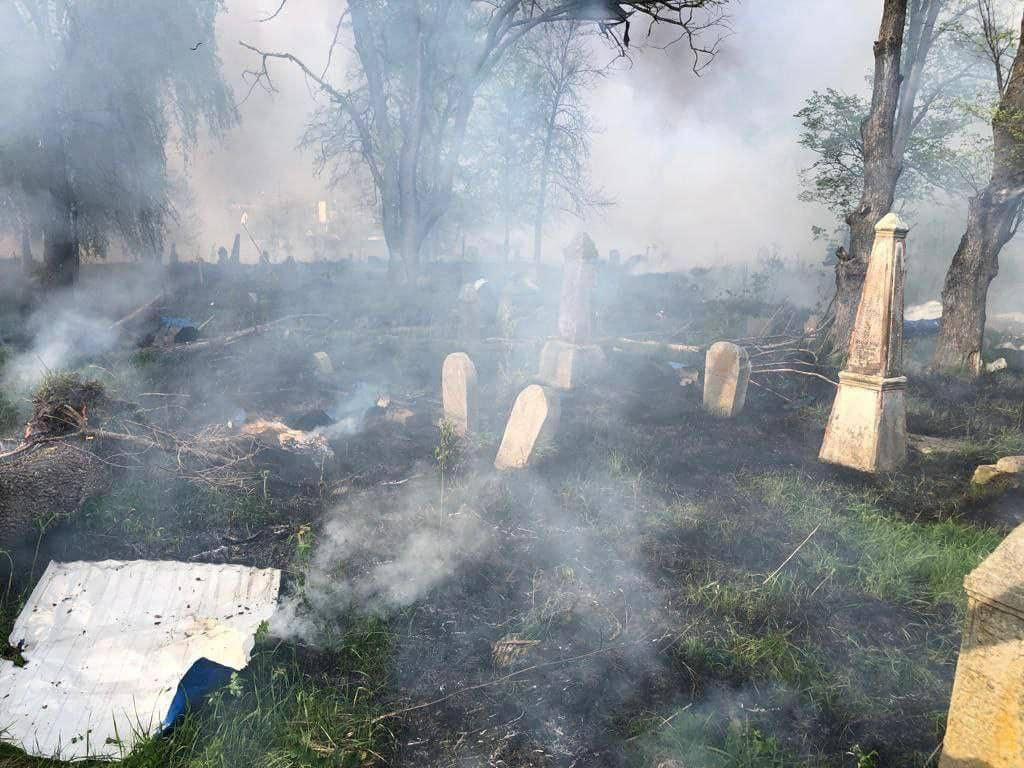
Jewish cemetery in 赫盧希夫 after shelling on 8 May

On 8 May, Russian shelling damaged a historic Jewish cemetery in 赫盧希夫. Some graves were destroyed by falling trees, and the cemetery was littered with pieces of roof from neighboring houses.
As of June 2023, 634 incidents of Russian artillery or rocket attacks on educational and cultural institutions had been recorded across Kharkiv oblast alone, and evidence pointed to the intentional targeting of such institutions.

## 延伸閲讀
- Clements-Hunt, Aaron. . New Lines Institute. 2022-06-07  [2022-08-12] （英语）.
- Egan, Lauren. . NBC News. 2022-05-30  [2022-05-30] （英语）.
- . 烏克蘭文化基金會.   [2022-07-19]. （原始内容存档于2022-07-19） （英语）.
- Зафіксовані воєнні злочини （乌克兰語）